# Ligne V du métro de New York
 (janvier 2022).
Si vous disposez d'ouvrages ou d'articles de référence ou si vous connaissez des sites web de qualité traitant du thème abordé ici, merci de compléter l'article en donnant les références utiles à sa vérifiabilité et en les liant à la section « Notes et références ».
Pour les articles homonymes, voir Ligne V.
La ligne V est une ligne (au sens de desserte) du métro de New York. Sa couleur est l'orange car elle emprunte l'IND Sixth Avenue Line à Manhattan. La ligne V fonctionne en semaine entre 71st-Continental Avenue–Forest Hills dans le Queens et Lower East Side–Second Avenue à Manhattan. La ligne V fonctionne en local (arrêt à toutes les stations du circuit) dans le Queens et à Manhattan. La ligne V ne fonctionne en revanche pas en soirée et le weekend, tout en sachant qu'au moins un métro dessert toutes les stations de son parcours.
À la suite de restrictions budgétaires, il a été choisi de la supprimer le 25 juin 2010 : son intégralité (sauf une station) est désormais desservie par la  ligne M.

## Caractéristiques

### Stations
|           | Station                              | Horaires                      | Correspondances                      |
| --------- | ------------------------------------ | ----------------------------- | ------------------------------------ |
| Queens    |                                      |                               |                                      |
|           | 71st-Continental Avenue-Forest Hills | Toujours                      | E F G R V LIRR                       |
|           | 67th Avenue                          | Toujours sauf nuit et weekend | E G R V                              |
|           | 63 rd Drive-Rego Park                | Toujours sauf nuit et weekend | E G R V                              |
|           | Woodhaven Boulevard                  | Toujours sauf nuit et weekend | E G R V                              |
|           | Grand Avenue-Newtown                 | Toujours sauf nuit et weekend | E G R V                              |
|           | Elmhurst Avenue                      | Toujours sauf nuit et weekend | E G R V                              |
|           | Roosevelt Avenue-Jackson Heights     | Toujours                      | E F G R V 7                          |
|           | 65th Street                          | Toujours sauf nuit et weekend | E G R V                              |
|           | Northern Boulevard                   | Toujours sauf nuit et weekend | E G R V                              |
|           | 46th Street                          | Toujours sauf nuit et weekend | E G R V                              |
|           | Steinway Street                      | Toujours sauf nuit et weekend | E G R V                              |
|           | 36th Street                          | Toujours sauf nuit et weekend | E G R V                              |
|           | Queens Plaza                         | Toujours sauf nuit et weekend | E G R V                              |
|           | 23 rd Street-Ely Avenue              | Toujours sauf nuit et weekend | E G V 7 <7> (avec MetroCard)         |
| Manhattan |                                      |                               |                                      |
|           | Lexington Avenue-53 rd Street        | Toujours sauf nuit et weekend | E V 4 6 <6> Roosevelt Island Tramway |
|           | Fifth Avenue-53 rd Street            | Toujours sauf nuit et weekend | E V                                  |
|           | 47th-50th Streets-Rockefeller Center | Toujours                      | B D F V                              |
|           | 42nd Street-Bryant Park              | Toujours                      | B D F V 7 <7>                        |
|           | 34th Street-Herald Square            | Toujours                      | B D F N Q R V W PATH                 |
|           | 23 rd Street                         | Toujours                      | F V PATH                             |
|           | 14th Street                          | Toujours                      | F V L 1 2 3 PATH                     |
|           | West Fourth Street-Washington Square | Toujours                      | A B C D E F V                        |
|           | Broadway-Lafayette Street            | Toujours                      | B D F V 4 6 <6> Vers le sud          |
|           | Lower East Side-Second Avenue        | Toujours                      | F V                                  |